# 尼斯波雷尼區
尼斯波雷尼區（羅馬尼亞語：Raionul Nisporeni）是摩爾多瓦西部的一個區，西南隔普魯特河與羅馬尼亞相望。面積826平方公里。2004年人口64,924人，首府尼斯波雷尼。